# Лі Ван Гу
Лі Ван Гу (кор. 이완구, 李完九, I Wangu, I Wangu; 16 липня 1950 — 14 жовтня 2021) — корейський політик, сорок третій прем'єр-міністр Республіки Корея.

## Кар'єра
Здобував освіту в Університеті Сонгюнгван. Працював в Управлінні економічного планування (сучасне міністерство стратегії та фінансів). Свою політичну діяльність розпочав 1996 року. Того ж року був обраний до лав Національної асамблеї. 2006 року його обрали на посаду губернатора провінції Південна Чхунчхон. 2013 знову став членом парламенту. У травні 2014 року був обраний головою фракції політичної партії «Сенурі» в Національній асамблеї.
У лютому 2015 року призначений на посаду голови уряду. Втім уже у наприкінці квітня 2015 року вийшов у відставку в зв'язку зі звинуваченнями у хабарництві. Наступного року його було визнано винним у незаконному отриманні коштів й засуджено до 8 місяців ув'язнення.